# Chimica dello spin
La Chimica dello spin (in inglese: spin chemistry) studia come lo spin nucleare, lo spin elettronico, e in generale la presenza di campi magnetici possa influenzare la velocità e il decorso dei processi chimici. Si tratta di un campo interdisciplinare posto all'intersezione tra cinetica chimica, fotochimica, risonanza magnetica e chimica dei radicali.
In campo chimico gli effetti dei campi magnetici si possono manifestare ad esempio nella polarizzazione di spin in spettri NMR e EPR, nei meccanismi cinetici di reazioni coinvolgenti radicali, in effetti isotopici magnetici, in effetti su reazioni di trasferimento elettronico fotoindotto.
In campo biologico gli effetti chimici dei campi magnetici possono spiegare la capacità degli uccelli di orientarsi durante le migrazioni sfruttando il campo magnetico terrestre. Esiste inoltre un dibattito sui presunti effetti nocivi dei deboli campi elettromagnetici generati da telefoni cellulari e da linee elettriche.
Alcune tecniche molto particolari usate per indagare gli effetti magnetici sulle reazioni chimiche sono la tecnica NMR detta CIDNP (Chemically Induced Dynamic Nuclear Polarization), e la tecnica EPR detta CIDEP (Chemically Induced Dynamic Electron Polarization).

## Meccanismo della coppia di radicali

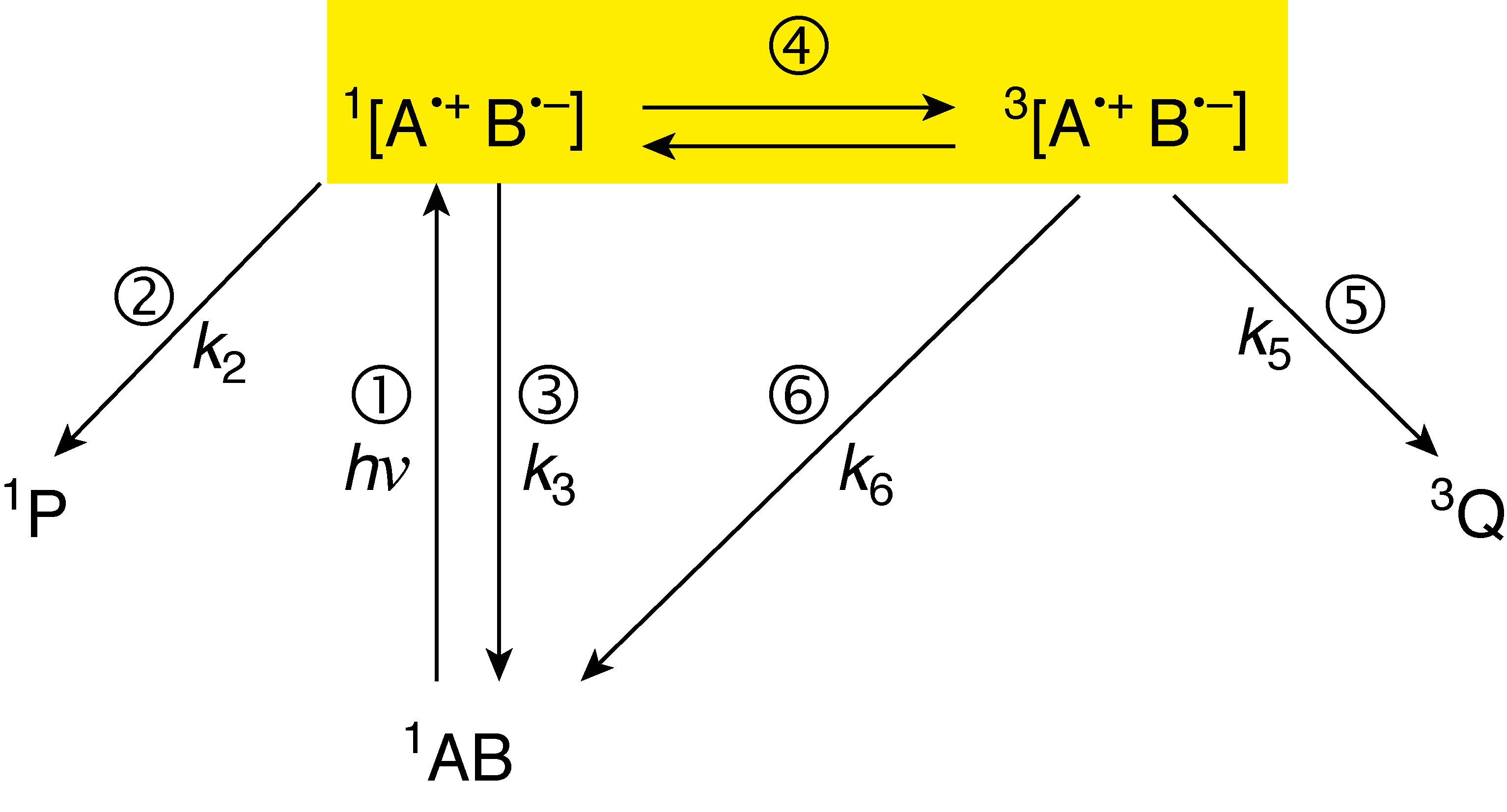
Schema del meccanismo della coppia di radicali (in inglese, Radical Pair Mechanism, RPM)

Il meccanismo della coppia di radicali (in inglese, RPM = radical pair mechanism) è la base scientifica fondamentale per interpretare gli effetti di campo magnetico nella maggior parte dei sistemi chimici, e prevede la presenza di una coppia di radicali.
Una coppia di radicali è una specie a vita breve formata da due radicali formatisi simultaneamente. Ciascuno dei due radicali ha un elettrone spaiato e quindi la coppia di radicali può esistere o nello stato elettronico di singoletto (con i due elettroni antiparalleli, ↑↓) o nello stato elettronico di tripletto (con i due elettroni paralleli, ↑↑).
Nel discutere il meccanismo va considerato che tutte le reazioni chimiche possono avvenire facilmente solo quando lo spin totale viene conservato. Le reazioni dove lo spin totale rimane invariato nel passare da reagenti a prodotti si dicono "spin permesse", mentre quelle che richiedono un cambiamento dello spin totale si dicono "spin proibite". Anche le reazioni spin proibite possono avvenire, ma sono molto più lente di quelle spin permesse.
Dopo queste premesse, il meccanismo della coppia di radicali si può così esemplificare (vedi anche la figura a fianco):
- Si consideri una generico composto organico AB. Nella figura questa specie è denominata 1AB dato che la maggior parte delle specie organiche allo stato fondamentale è in uno stato elettronico di singoletto.
- Nel processo (1) la specie 1AB viene eccitata producendo una coppia di radicali. La trasformazione deve avvenire con conservazione dello spin totale, e quindi si forma il singoletto 1[A•+B•–]. Nell'esempio è illustrato il caso in cui l'eccitazione avviene per via fotochimica, in seguito all'assorbimento di un fotone hν che provoca una reazione di trasferimento elettronico, ma una coppia di radicali può formarsi anche con altri meccanismi. Ad esempio la scissione omolitica del legame tra A e B potrebbe formare la specie 1[A•B•].
- Il singoletto 1[A•+B•–] può reagire in due modi con conservazione dello spin: può formare un prodotto generico nello stato di singoletto (1P) con una costante di velocità k2, o perdere l'energia in eccesso e tornare alla specie iniziale 1AB con una costante di velocità k3.
- Nel frattempo, tramite un processo spin proibito detto intersystem crossing (4), si stabilisce un equilibrio tra il singoletto 1[A•+B•–] e il corrispondente stato di tripletto 3[A•+B•–]. L'interconversione singoletto ⇄ tripletto è evidenziata in giallo nella figura per sottolineare che in tutto il meccanismo è l'unico processo che è influenzato da interazioni magnetiche, che possono essere sia quelle all'interno della coppia di radicali A•+B•–, sia quelle dovute alla presenza di un eventuale campo magnetico esterno.
- Il tripletto 3[A•+B•–] può a sua volta reagire con conservazione dello spin formando un prodotto generico nello stato di tripletto (3Q) con costante di velocità k5.
- Il tripletto 3[A•+B•–] può anche reagire riformando la specie di partenza 1AB, ma questa reazione è spin proibita e di conseguenza la sua costante di velocità k6 sarà molto più piccola di k3. In altre parole, il processo (6) è molto più lento del processo (3).

Il punto chiave del meccanismo della coppia di radicali è che la presenza di un campo magnetico applicato dall'esterno influenza l'interconversione singoletto ⇄ tripletto (equilibrio 4) e quindi modifica le rese dei prodotti 1P e 3Q. Di conseguenza anche le interazioni magnetiche, pur essendo ordini di grandezza più piccole delle energie di attivazione tipiche dei processi termici, possono influenzare le rese dei prodotti finali. Come è stato scritto:
« Una utile analogia è quella di un treno che si avvicina a una serie di scambi. Per far viaggiare il treno occorre fornire molta energia alla locomotiva [...] ma la destinazione finale del treno sarà determinata dalla piccola forza usata per muovere gli scambi. »